# Henriquella spicata
Henriquella spicata är en tvåvingeart som först beskrevs av Aldrich 1925.  Henriquella spicata ingår i släktet Henriquella och familjen spyflugor.
Artens utbredningsområde är Costa Rica. Inga underarter finns listade i Catalogue of Life.